# Muammer Güler
Pour les articles homonymes, voir Güler.
Muammer Güler, né le 21 mars 1949 à Mardin, est un homme politique turc qui occupe le poste de ministre de l'Intérieur dans le gouvernement Erdoğan III du 24 janvier au 25 décembre 2013. De 2003 à 2010, il est préfet d'Istanbul.